# 태왕릉

태왕릉

광개토대왕릉(廣開土大王陵) 또는 태왕릉(太王陵)은 고구려의 제19대 태왕인 광개토태왕의 무덤으로 추정된다.

## 같이 보기
- 유네스코 세계유산 제1135호 고대 고구려 왕국 수도와 묘지
- 광개토태왕